# Sergio Tiempo
Sergio Tiempo (Caracas, 24 febbraio 1972) è un pianista argentino.
Ha studiato sotto alcuni dei migliori pianisti conosciuti.

## Biografia
Nato a Caracas, Venezuela, da una famiglia argentina, Sergio Tiempo ha iniziato a suonare il pianoforte in tenera età. La sua prima insegnante è stata sua madre, Lyl Tiempo, che ha cominciato ad impartigli le prime nozioni musicali all'età di tre anni. È apparso per la prima volta in televisione in Argentina quando aveva solo quattro anni e tenne i suoi primi concerti a Londra e in Francia all'età di sette anni.
Nel 1980, all'età di otto anni, ha ricevuto uno speciale riconoscimento all'Ealing Music Festival. Nel 1986, ha ricevuto l'Alex De Vries prize.  
La lista dei suoi insegnanti include Tessa Nicholson, Maria Curcio, Pierre Sancan, Michel Beroff, Jacques Detiege, Alan Weiss e Nelson Freire. Ha inoltre presenziato all'International Piano Academy Lake Como, dove ha lavorato con Dmitrij Baškirov, Fou Ts'ong, Murray Perahia e Dietrich Fischer-Dieskau. Ha avuto anche come insegnante Martha Argerich, con la quale ha avuto occasione di esibirsi.
Dal 1986, Tiempo ha tenuto concerti ed effettuato registrazioni in tutto il mondo. I suoi tours hanno incluso frequenti viaggi in Giappone, recitals in molti dei più grandi teatri europei, e performance in numerose città del Nord America. Ha partecipato frequentemente a festival musicali, incluso il Progetto Martha Argerich, nel quale si esibisce ogni anno. Si esibisce inoltre regolarmente con sua sorella, la pianista Karin Lechner.
Ha registrato diversi brani classici, e ha ricevuto un premio particolare per la sua interpretazione del Gaspard de la Nuit di Ravel e per la sua versione dei Preludi di Fryderyk Chopin. Inoltre vi sono varie interpretazioni non ufficiali di diversi brani come il Mefisto valzer di Liszt e Sonata per pianoforte n. 3 (Chopin).